# Taugon
Taugon là một xã trong tỉnh tổng Courçon trong tỉnh Charente-Maritime trong vùng Nouvelle-Aquitaine, tây nam nước Pháp. Xã Taugon nằm ở khu vực có độ cao trung bình 8 mét trên mực nước biển.

## Dân số
| Năm  | Dân số | Mật độ |
| ---- | ------ | ------ |
| 1962 | 667    | -      |
| 1968 | 682    | -      |
| 1975 | 653    | -      |
| 1982 | 674    | -      |
| 1990 | 610    | -      |
| 1999 | 612    | 38/km² |